# Metall Zug
Die Metall Zug AG ist eine Gruppe von Industrieunternehmen mit Hauptsitz in Zug, Schweiz. Die Gruppe beschäftigt rund 2’300 Mitarbeitende und umfasst vier Geschäftsbereiche. Die Unternehmensgruppe erwirtschaftete 2022 einen Nettoerlös von 645,9 Millionen Schweizer Franken. Die Holdinggesellschaft Metall Zug AG ist im Swiss Reporting Standard der SWX Swiss Exchange kotiert.(Namenaktie Serie B, Valorennummer 3982108, Ticker-Symbol METN).

## Tätigkeitsgebiet
Die Metall Zug Gruppe umfasst die folgenden drei Geschäftsbereiche:
- Geschäftsbereich Medical Devices: Haag-Streit Gruppe
- Berichtssegment Andere: Gehrig Group AG und Metall Zug AG
- Geschäftsbereich Technologiecluster & Infra: Tech Cluster Zug AG / Urban Assets Zug AG

|                  | 2022  | 2021  | 2020  | 2019  | 2018    | 2017  | 2016  | 2015  | 2014  | 2013  | 2011  | 2012  | 2013  | 2014  | 2015  | 2016  | 2017  | 2018   | 2019   | 2020  | 2021  | 2022  | 2023  |
| ---------------- | ----- | ----- | ----- | ----- | ------- | ----- | ----- | ----- | ----- | ----- | ----- | ----- | ----- | ----- | ----- | ----- | ----- | ------ | ------ | ----- | ----- | ----- | ----- |
| Umsatz (mio CHF) | 645,9 | 661,9 | 826,3 | 1.219 | 1.199,9 | 959,2 | 960,6 | 927,8 | 927   | 908,6 | 864,2 | 856,4 | 908,6 | 927   | 927,8 | 960,6 | 959,2 | 1199,9 | 1219,8 | 823,5 | 661,9 | 645,9 | 494,7 |
| Mitarbeitende    | 2.317 | 3.321 | 3.090 | 5.165 | 5.204   | 4.015 | 3.919 | 3.812 | 3.626 | 3.507 | 3.261 | 3.233 | 3.507 | 3.626 | 3.812 | 3.919 | 4.015 | 5.204  | 5.165  | 5.165 | 3.090 | 3.321 | 2.317 |

2020: Per 25. Juni 2020 wurde der Geschäftsbereich Haushaltapparate abgespalten und als selbständiges Unternehmen an der SIX kotiert.
2021: Seit 2021 wird die Schlüsselkennzahl Nettoumsatz ausgewiesen (zuvor Bruttoumsatz).
2022: Am 30. August 2022 wurde die Schleuniger Gruppe (ehemaliger Geschäftsbereich Wire Processing) dekonsolidiert und in die Komax Holding AG eingebracht.

### Haag-Streit – Geschäftsbereich Medical Devices
Haag-Streit entwickelt, fertigt und vertreibt Geräte und Dienstleistungen für die Diagnose, Chirurgie und Ausbildung im Anwendungsgebiet der Augenheilkunde (Ophthalmologie). Das Unternehmen ist auf den Premium-Markt ausgerichtet. Das Segment Diagnostics beinhaltet diverse Produktgruppen im Bereich der ophthalmologischen Diagnosegeräte, wie etwa die Spaltlampe, und für die Bereiche Biometrie, Perimetrie, Tonometrie. Zusätzlich bietet das Segment ergänzende Softwarelösungen sowie Praxiseinrichtungen an. Das Segment Surgical umfasst vor allem Operationsmikroskope für mikrochirurgische Augen-Eingriffe im Hochpräzisionsbereich. Das Segment Simulation liefert Virtual- und Augmented-Reality-Technologien für die Ausbildung von Ophthalmologen.

### Technologiecluster & Infra
Der Geschäftsbereich Technologiecluster & Infra steuert die industrielle Entwicklung und den Aufbau des Tech Cluster im Norden der Stadt Zug sowie weitere Infrastrukturaufgaben. Der Geschäftsbereich setzt sich aus der Tech Cluster Zug AG und der Urban Assets Zug AG zusammen, welche Eigentümerin diverser Liegenschaften auf dem Areal Tech Cluster Zug ist.
Ein Fokusthema des Geschäftsbereichs ist die Nachhaltigkeit. Durch nachhaltige Energieversorgungen, Bauten und Mobilitätslösungen trägt der Bereich wesentlich zur Verminderung des CO2-Abdrucks bei.

### Berichtssegment Andere
Das Berichtssegment Andere besteht aus der Gehrig Group AG und der Metall Zug AG (Corporate).

#### Gehrig Group AG
Die Gehrig Group AG ist in der Schweiz eine Anbieterin von Geschirrspülern, thermischen Geräten, Kaffeemaschinen, Reinigungsmitteln und damit verbundenen Servicedienstleistungen für die Gastronomie, Tourismusbranche und Hotellerie.

## Geschichte
Das Unternehmen wurde 1887 als Metallwarenfabrik in Zug gegründet.
1913 folgte die Gründung der Verzinkerei Zug.
1950 lancierte das Unternehmen ihre erste automatische Waschmaschine, der 1959 die Lancierung ihres ersten Wäschetrockners folgte.
1962 brachte das Unternehmen den ersten Geschirrspülautomaten auf den Markt.
1976 wurden die Metallwarenfabrik und die Verzinkerei Zug zur V-ZUG AG zusammengeführt. Die Produktion wurde schrittweise vom Metalli-Areal an den Standort der Verzinkerei verlegt.
1979 war V-ZUG AG die erste Firma, die Apparate für Küche und Waschraum mit vollelektronischen Steuerungen ausrüstete.
1983 nahm die MZ-Immobilien AG als Bauherrin die Gestaltung des 40'000 Quadratmeter grossen Areals der Metallwarenfabrik in Zug in Angriff. Der Bau erfolgte in vier Etappen zwischen 1987 (Eröffnung der ersten Bauetappe des Metalli-Quartiers) und 1994.
1988 übernahm die V-ZUG AG die F. Gehrig, Ballwil und akquirierte 1990 die Sibir, Schlieren.
In den 1990er Jahren übernahm die Unternehmensgruppe über die V-ZUG AG verschiedene weitere Firmen im Ausland und in der Schweiz, die später zur Belimed Gruppe zusammengeführt wurden. So 1995 die Kleindienst-Belimed in Augsburg (Deutschland), 1996 Avenatech, Inc. in Miami (USA), 1997 die Netzsch Belimed in Waldkraiburg (Deutschland) und die Belimed in Grosuplje (Slowenien) sowie 1999 die Schweizer Sauter Gruppe in Sulgen. 2000 wurde der Marktauftritt der Belimed Gruppe vereinheitlicht. Diese bildet seit 2005 den eigenständigen Geschäftsbereich Infection Control der Metall Zug Gruppe.
2008 folgte die Übernahme der Schleuniger Gruppe und damit die Bildung des neuen Geschäftsbereichs Wire Processing. Schleuniger erwarb zudem die PAWO Systems AG, Unterägeri (Schweiz). 2009 wurde die Firma in Schleuniger Solutions AG umbenannt.
2010 erfolgte der Spatenstich zur Überbauung Suurstoffi in Risch/Rotkreuz sowie die Eröffnung des ZUGate.
Darüber hinaus fusionierte die Schleuniger Automation GmbH, Radevormwald (DE) mit der Schleuniger GmbH, Heimsheim (DE). Es entstand die Schleuniger GmbH in Radevormwald (Geschäftsbereich Wire Processing).
Per 1. Juli 2012 wurde der Geschäftsbereich Immobilien von der Metall Zug abgespalten und firmiert seither unter Zug Estates Holding AG mit Sitz in Zug. Ferner erwarb Schleuniger im Jahr 2012 35 % der DiIT AG (Diconsult Information Technology), Krailing (DE). DiIT ist ein globaler Softwareanbieter im Bereich MES (Manufacturing Execution System) für die Kabelsatzherstellung (Geschäftsbereich Wire Processing).
2013 übernahm die V-ZUG AG das Kühlgerätegeschäft von Arbonia Forster (AFG) und gründete die Tochtergesellschaft V-ZUG Kühltechnik AG (Geschäftsbereich Haushaltapparate).
Mit der Akquisition des Geschäfts von Tianjin Haofeng Electrical Equipment Co., Ltd. hat Schleuniger 2013 einen bedeutenden Schritt im Zielmarkt China gemacht. Ferner wurde die Schleuniger Solutions AG in die Schleuniger AG integriert (Geschäftsbereich Wire Processing).
2015 folgte die Akquisition der Schybig Gastro-Service AG und der Horeka AG (Geschäftsbereich Haushaltapparate) sowie der Cirris Solutions GmbH, Jettingen (DE) (Geschäftsbereich Wire Processing).
2016 wurde die V-ZUG Hong Kong Co. Ltd. gegründet (Geschäftsbereich Haushaltapparate).
Ebenfalls 2016 wurde das Gebäude Mistral (Produktions- und Montagegebäude für den Geschäftsbereich Haushaltapparate, sowie F&E-Abteilungen von den Geschäftsbereichen Haushaltapparate und Infection Control) bezogen. Des Weiteren wurde die MZ Infra AG gegründet.
Darüber hinaus wurden im Jahr 2016 die Gesellschaften Schybig Gastro-Service AG, Risch ZG, und Horeka AG, Risch ZG, mit der Gehrig Group AG, Rümlang ZH, fusioniert (Geschäftsbereich Haushaltsapparate).
Ferner wurden die Belimed Technik GmbH, Mühldorf (DE), und die Belimed Deutschland GmbH, Mühldorf (DE), mit der Belimed GmbH, Mühldorf (DE), verschmolzen. Ausserdem fusionierte die NV Belimed SA (BE) mit der Belimed B.V. (NL) (Geschäftsbereich Infection Control).
Zudem übernahm die Schleuniger Holding AG, Thun, eine Minderheitsbeteiligung von 20 % an der Laser Wire Solutions (L W Solutions Ltd.), Pontypridd (UK). Schliesslich wurde die Cirris Solutions GmbH, Jettingen (DE) in Schleuniger Test Automation GmbH umbenannt (Geschäftsbereich Wire Processing).
2017 wurde die 35-%-Beteiligung an der DiIT AG auf 100 % aufgestockt und die Mehrheit an der adaptronic Prüftechnik GmbH erworben (beides Geschäftsbereich Wire Processing). Darüber hinaus wurde die Sterifast Sterilization & Disinfection Systems Lda. akquiriert (Geschäftsbereich Infection Control).
Am 1. März 2018 hat die Metall Zug Gruppe den Erwerb von 70 % an der Haag-Streit Holding AG mit Sitz in Köniz, Schweiz, abgeschlossen. Die Haag-Streit Gruppe umfasste derzeit mehr als zwanzig Firmen in Europa, den USA und China. Aus dieser Akquisition ging der neue Geschäftsbereich Medical Devices hervor. Per Dezember 2018 akquirierte die Haag-Streit Holding AG zudem den von Drittpersonen gehaltenen verbleibenden Minderheitsanteil in Höhe von 35 % an der OptoMedical Technologies GmbH, Lübeck (DE).
Bis April 2019 liefen sämtliche Tätigkeiten im Bereich Reinigung, Desinfektion und Sterilisation unter der Belimed AG. Im Zuge einer strategischen Neuausrichtung hat die Metall Zug Gruppe 2019 die Abspaltung des im Projektgeschäft tätigen Pharma-Teils von Belimed Infection Control entschieden, um den unterschiedlichen Bedürfnissen der Kundensegmente besser Rechnung zu können. Seither ist Belimed Infection Control für Spitäler und die Belimed Life Science (Geschäftsbereich Andere) für Pharma-Produzenten verantwortlich.
Im Februar 2020 erfolgte der Verkauf der zum Geschäftsbereich Infection Control gehörenden Beteiligung STERIFAST Sterilization & Disinfection Systems, Lda., Boticas (PT),
Per 30. Mai 2020 hat die zum Geschäftsbereich Medical Devices gehörende Möller-Wedel Beteiligungen GmbH, Wedel (DE), einen Anteil von 76,9 % an der VRmagic Holding AG, Mannheim (DE), erworben. Diese ist spezialisiert auf Virtual- und Augmented Reality-Technologie in der Ausbildung von Ophthalmologen.
Im Juni 2020 wurde der Geschäftsbereich Haushaltapparate (V-ZUG Gruppe, inkl. SIBIR Group) abgespalten und an der SIX Swiss Exchange als eigenständiges Unternehmen kotiert. Die Abspaltung erfolgte in Form der Ausschüttung einer Sachdividende. Die Metall Zug AG hält weiterhin einen Anteil von rund 30 % an der V-ZUG Gruppe.
2020 wurde zudem die Cirris Inc., Salt Lake City (US), gegründet, welche die operative Geschäftstätigkeit der Cirris Systems Corporation, Salt Lake City (US), per 1. September 2020 übernahm. Die Cirris Inc. ergänzt das Angebot des Geschäftsbereichs Wire Processing im Bereich Testen.
Im Jahr 2021 wurde die Schleuniger Messtechnik GmbH, Sömmerda (DE) gegründet, Diese hat per 30. Juli 2021 die operative Geschäftstätigkeit und die damit zusammenhängenden Aktiven der KMF Messtechnik und Verwaltungs GmbH, Sömmerda (DE), übernommen (Geschäftsbereich Wire Processing).
Per November 2021 erwarb die Möller-Wedel Beteiligungen GmbH, Wedel (DE), den von Drittpersonen gehaltenen, verbleibenden Minderheitsanteil von 23,1 % an der VRmagic Holding AG, Mannheim (DE), Ebenfalls im Jahr 2021 wurde die IPRO GmbH ,Leonberg (DE), ein Hersteller von Software für Augenoptiker, verkauft (Geschäftsbereich Medical Devices).
Im Januar 2022 akquirierte die Schleuniger GmbH, Radevormwald (DE), den von Drittpersonen gehaltenen restlichen Minderheitsanteil von 40 % an der adaptronic Prüftechnik GmbH, Wertheim (DE) (Geschäftsbereich Wire Processing).
Im Juli 2022 erwarb die Belimed AG, Zug, 100 % der Amity Ltd., Barnsley (UK). Amity Ltd. ist ein Hersteller von Spezialchemikalien und Reinigungsmitteln (Geschäftsbereich Infection Control).
Im August 2022 hat Metall Zug ihren Geschäftsbereich Wire Processing, die Schleuniger Gruppe, in die Komax Holding AG eingebracht und im Gegenzug eine Beteiligung an der Komax Holding AG von 25 % erhalten.
Im Juni 2024 gründeten Metall Zug und Miele Professional ein Joint Venture namens "SteelcoBelimed", an welchem Metall Zug mit 33 % und Miele mit 67 % beteiligt ist. Metall Zug hat ihre Geschäftsbereiche Belimed Infection Control sowie Belimed Life Science und Miele ihre Steelco-Gruppe in das Joint Venture eingebracht.